# Сёно, Ёрико
Ёрико Сёно (яп. 笙野 頼子 Сё:но Ёрико, род. 16 марта 1956 года) — японская писательница, чей писательский стиль определяется как авант-поп.

## Биография
Ёрико Сёно (настоящее имя — Ёрико Исикава (яп. 市川 頼子 Исикава Ёрико)) родилась в городе Йоккаити, префектура Миэ, выросла в Исэ и училась на юридическом факультете Университета Рицумэйкан в Киото. Она начала писать, когда училась в университете, и дебютировала с рассказом «Gokuraku» (яп.極楽) в 1981 году, но больше не публиковалась до выхода в 1991 году сборника «Nani mo shitenai» (яп.なにもしてない), который был отмечен литературной премией Номы для начинающий писателей. На неё обратили внимание в 1994 году, когда её рассказ «Поминальное двухсотлетие» (яп.二百回忌) был удостоен премии Юкио Мисимы, а другая история, «Time Slip Kombinat» (яп. タイムスリップ・コンビナート), получила премию премию Акутагавы в том же году. За победу в этих трех литературных премиях она стала известна как «обладательница тройной короны».
Ёрико Сёно причисляют к литературному авангарду, она использует словесную игру для создания странных причудливых образов. В своём творчестве, чем-то сходным с направлением магического реализма, писательница изображает мир, в котором жуткие фантазии проникают в обыденную жизнь. Произведения Ёрико наполнены неологизмами, ассоциативно напоминающими различные образы именами собственными. Её словесная игра так же трудно передаётся переводу, как и творчество Джеймса Джойса.

## Некоторые произведения
- «Nani mo shitenai» (яп.なにもしてない) (1991)
- Поминальное двухсотлетие (яп.二百回忌) (1994)
- Time Slip Kombinat (яп. タイムスリップ・コンビナート) (1994)
  - выдержка на английском языке «Time Warp Complex»
- «Gokuraku»(яп.極楽) (1994)
- Haha no hattatsu (яп. 母の発達) (1996)
- Yūkai Morimusume Ibun (яп.幽界森娘異聞) (2001)
- Suishōnai Seido (яп. 水晶内制度) (2003)

## Издания на русском языке
- Сёно Ёрико. Там, за Симоотиай / Пер. с яп. Байбиковой // Иностранная литература. — 2012. — № 2.